# 李康妃
李康妃（りこうひ、生没年不詳）は、明の泰昌帝の側室。

## 生涯
万暦年間、皇太子朱常洛（後の泰昌帝）の邸に入り、選侍（皇子の側室）となった。別の選侍李氏（東李、後の李荘妃）と区別して西李と称された。朱常洛に深い寵愛を受けた。また、母の劉氏を失った朱由検（後の崇禎帝）を養育した。万暦47年（1619年）、皇長孫朱由校（後の天啓帝）の母の王才人が薨去し、皇太子の命により当時14歳だった朱由校の養育も任された。西李は皇太子の寵愛を鼻にかけ、傲慢な態度で朱由校や王安（幼時から朱常洛に仕える宦官）を見下した。
泰昌帝が即位すると、詔書により皇貴妃に封じられたが、皇貴妃に冊封する儀式の際に泰昌帝が崩じた。朱由校は王安の手で文華殿にうつされ、群臣の前で即位した。気持ちが塞いだ西李は乾清宮に居座り、無礼な態度を取って天啓帝を激怒させた。西李たちは別宮へ追放されたが、後に呼び戻された。天啓4年（1624年）、光廟康妃（泰昌帝の廟号の光宗による）に封じられた。崇禎年間に、弟の李国安は一品都督同知に任じられた。
崇禎17年（1644年）3月、北京が李自成軍によって陥落すると、崇禎帝は懿安張皇后（天啓帝の皇后）と皇太妃李氏（西李）に自害を命じたが、混乱のさなかでその命は伝わらなかった。李自成軍が皇宮に進入すると、西李は実家へ逃れて避難した。のち、清朝政府から手当を受けて扶養された。

## 子女
- 朱由模 - 5歳で死去。崇禎初めに懐恵王と追諡された。
- 朱徽媞（楽安公主）
- 他1-3人の女子 - 夭折。崇禎初めに公主に追封された。
※悼淑公主・悼寧公主・悼康公主・悼順公主・悼恭公主の5人のうちのいずれか。